# Brias (Francia)
 Brias  es una población y comuna francesa, situada en la región de Norte-Paso de Calais, departamento de Paso de Calais, en el distrito de Arras y cantón de Saint-Pol-sur-Ternoise.

## Demografía
| 315 | 269 | 264 | 278 | 264 | 235 |
| Para los censos de 1962 a 1999 la población legal corresponde a la población sin duplicidades (Fuente: INSEE [Consultar]) |     |     |     |     |     |